# AVL List
AVL List GmbH (trascritta anche come AVL) è un'azienda austriaca di componentistica e ingegneria che opera per il settore automotive.

## Storia
AVL è stata fondata dall’ingegnere Hans List nel 1948. L'azienda era principalmente focalizzata sulla produzione di motori diesel per veicoli commerciali e industriali e dopo il successo iniziale si è ramificata nel 1960 realizzando una divisione interna per lo sviluppo di motorizzazioni anche per autoveicoli leggeri.
Nel 1969 viene sviluppato un banco di prova a rulli per collaudi e sperimentazioni dei motori dotato di calcolatori che diventerà di estrema importanza per l’acquisizione di commesse esterne e negli anni settanta l’azienda produrrà tale banco di prova anche per costruttori esterni.
Nel 1976 viene presentato il motore LD diesel destinato alle autovetture. 
Il figlio del fondatore, Helmut List, è diventato il presidente nel 1979. Nel 1986 viene presentato il motore HSDI diesel a iniezione diretta destinato a veicoli commerciali leggeri. 
Nel 1987 viene inaugurato il nuovo centro di ricerca e sviluppo AST (Advanced Simulation Technology) destinato alla progettazione non solo di motori a combustione interna ma di tutte le componenti ingegneristiche di autovetture e mezzi pesanti: dai sistemi di trazione integrale a impianto di scarico e controllo delle emissioni.  
Nel 1993 inizia a produrre i banchi di prova destinati alla sperimentazione di motori per vetture da competizione (Formula 1 e serie Formula Indy).  
Negli anni duemila ha stretto numerosi accordi con costruttori americani, cinesi ed indiani per lo sviluppo di motori sia alimentati a benzina che diesel con tecnologia common rail. Con Ford ha sviluppato il motore diesel Power Stroke. Con Chery la famiglia Acteco, con Tata Motors e Mahindra i quattro cilindri diesel derivato dal blocco motore di origine PSA. Per BMW progetta una nuova famiglia di motori diesel.

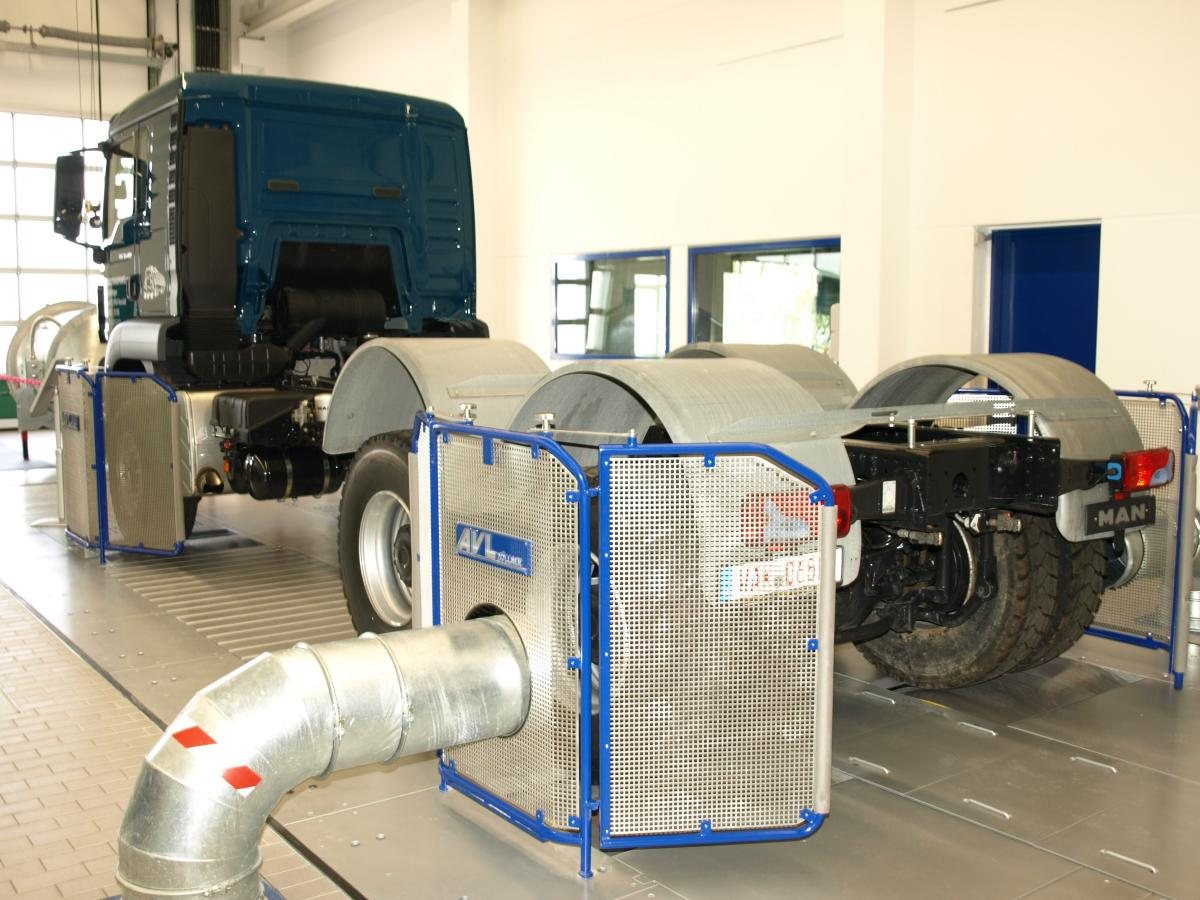
Banco di prova per controllo emissioni di scarico

Nel 2002 viene inaugurata la nuova pista di collaudi a Graz mentre nel 2003 viene acquisita la Schrick GmbH. 
Nel 2007, AVL ha acquistato la società francese Le Moteur Moderne, specializzata anch’essa nello sviluppo di motori. Lo scopo di questa operazione era migliorare la presenza dell'AVL in Francia.
Nel 2010 ha aperto il laboratorio di batterie automotive AVL Shanghai Tech Center seguito cinque anni dopo da un nuovo centro di sviluppo a Tianjin.
Nel 2021 viene inaugura il Battery Innovation Center di Graz destinato allo sviluppo e alla produzione di accumulatori per autovetture elettriche.
AVL oggi ha centri tecnici in tutto il mondo: la sede principale è a Graz in Austria mentre altri centri sono presenti in Germania, Slovenia, Croazia, Svezia, Giappone, Corea, Francia, Stati Uniti, Ungheria, India, Regno Unito, Cina, Turchia, Brasile e 4 sedi in Italia.

## Sussidiarie
Le sussidiare facente parte del gruppo AVL sono:
- AVL Ditest
- DIGALOG
- AVL Schrick GmbH
- Trimerici
- AVL Emission Test Systems GmbH
- AVL Pierburg Instruments Flow Technology GmbH
- Le Moteur Moderne (LMM)